# Vojtěch Martínek

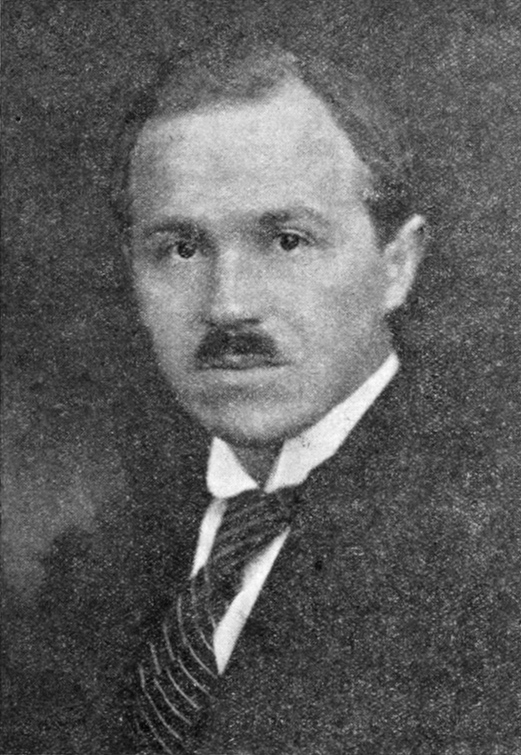
Vojtěch Martínek (1926)

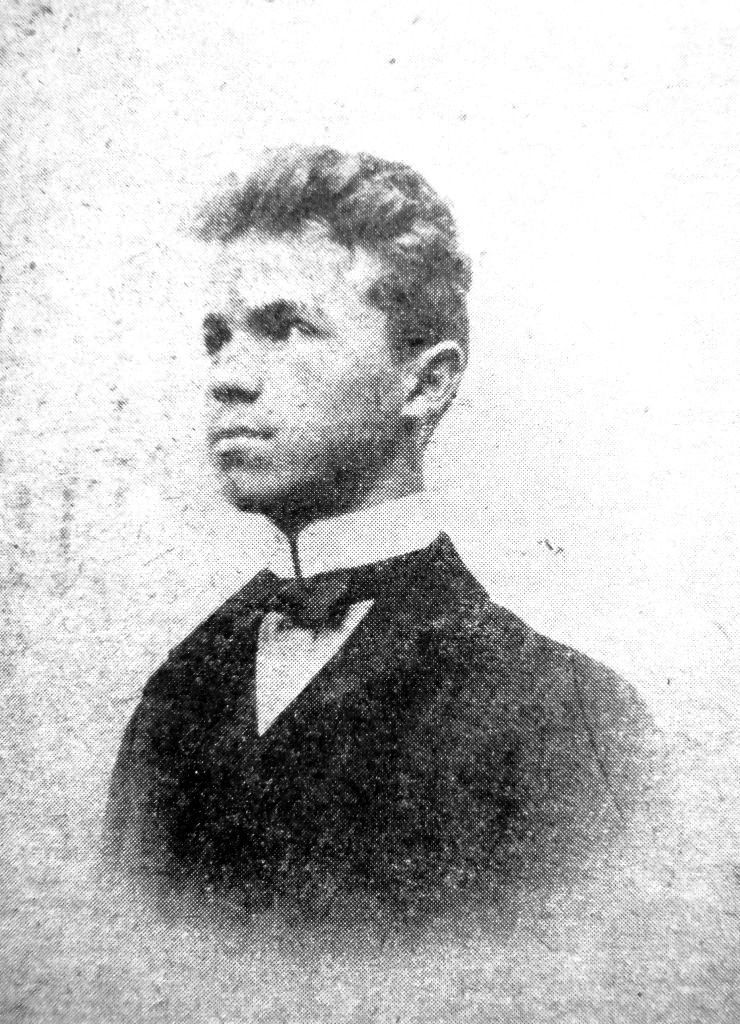
Vojtěch Martínek als Schüler

Vojtěch Martínek (* 11. April 1887 in Braunsberg; † 25. April 1960 in Ostrau) war tschechischer Schriftsteller, Prosaist, Dichter, Literaturkritiker und Publizist.
An der Philosophischen Fakultät an der Prager Universität studierte er tschechische und deutsche Sprache und arbeitete anschließend als Lehrer an der Mittelschule (Realschule) in Ostrau, war Dramaturg am dortigen Theater und Vorsitzender der mährischen Runde der Schriftsteller (Moravské kolo spisovatelů).

## Werke
Sein literarisches Schaffen ist weitgefächert. Er gehörte zu den Ruraristen und den Intellektuellen die den kritischen Realismus vertraten. In seinen Romanen beschreibt er die nationalen und sozialen Veränderungen der Ostrauer Region während der Industrialisierung.
Begonnen hat Martinek als einer durch Josef Svatopluk Machar beeinflusster Dichter.

### Poesie
- Cesty – 1909
- Sešit sonetů – 1910
- Jsme synové země – 1912
- Zahrada – 1917
- Tichá píseň – 1920
- Ráj srdce – 1926
- Píseň o domovoně – 1937
- Monology Jury Třanovského – 1946

### Prosa
- Černá země (Schwarze Erde), Romantrilogie, eine Art Chronik über die Lebensverhältnisse in der Region Ostrau in den 90er Jahren des 19. Jahrhunderts bis zum Beginn des Ersten Weltkriegs. Teil 1: Jakub Oberva Teil 2: Plameny (Die Flammen) Teil 3: Země duní (Tosendes Land)
- Kamenný řád (Steinorden), eine weitere Trilogie, die an Schwarze Erde anbindet und in den 40er Jahren endet.
- Trojí cesta Blažeje Potěšila – 1942
- Stavy rachotí

### Kinderbücher
- Povídka o Popelce
- Čarovné kvítí

### Sonstige Publikationen
- Literarisch-geschichtliche Studien über Petr Bezruč, Josef Svatopluk Machar, František Sokol-Tůma und andere